# Ciechanów (comune rurale)
Ciechanów è un comune rurale polacco del distretto di Ciechanów, nel voivodato della Masovia.
Ricopre una superficie di 140,23 km² e nel 2004 contava 5 825 abitanti.
Il capoluogo è Ciechanów, che non fa parte del territorio ma costituisce un comune a sé.